# Hildegard Jacoby
Pour les articles homonymes, voir Jacoby.
Hildegard Jacoby, née le 21 décembre 1903  à Cassel et morte le 2 juin 1944 à Berlin, est une travailleuse sociale allemande, employée de l'Église confessante et résistante contre le nazisme.

## Biographie
Henriette Karoline Emilie Hildegard Jacoby est née le 21 décembre 1903 à Rothenditmold, un quartier de Cassel. Son père est un médecin juif et sa mère est non juive. Elle suit une formation de travailleuse sociale à l'École sociale pour femmes de Berlin (de) puis travaille dans la fonction publique durant les années qui suivent. 
Après l'arrivée au pouvoir des nazis et l'adoption de la loi sur la restauration de la fonction publique, elle est considérée comme demi-juive et doit renoncer à travailler pour l'état. Elle travaille alors dans un cabinet de conseil en brevets,. Au début de la Seconde Guerre mondiale, elle est employée dans un bureau paroissial puis occupe divers postes administratifs à la direction de Église confessante de Berlin-Brandebourg pendant le Kirchenkampf, un conflit qui oppose, au sein du protestantisme, les églises évangéliques allemandes aux chrétiens allemands proches du pouvoir,. La directrice Marga Meusel y accueille des stagiaires ou des bénévoles qui ne peuvent plus travailler dans le service public d'aide sociale dont Hildegard Jacoby. La Gestapo surveillant les activités de l'Eglise confessante, la plus grande prudence est requise et il leur faut parfois travailler dans des appartements privés.
Dans son travail, Hildegard Jacoby vient en aide aux Juifs menacés et persécutés. Elle entre en contact avec le groupe de résistance autour de l'avocat Franz Kaufmann (de), Helene Jacobs, Gertrud Staewen et, en soutien du Bureau Güber, une organisation d'aide à l'émigration au sein de l'Église confessante, elle procure aux personnes concernées des cachettes, des cartes de rationnement et de faux documents d'identité,,,. 
Hildegard Jacoby est arrêtée en août 1943, avec 50 autres personnes, et condamnée à un an et demi de prison par un tribunal spécial le 11 janvier 1944. En prison, elle tombe malade d'un rhumatisme articulaire chronique sévère. L'avocat Horst Holstein fait campagne pour sa libération anticipée, qui a lieu le 2 juin 1944. Une heure plus tard, elle meurt d'une crise cardiaque dans l'appartement de l'épouse de Franz Kaufmann, assassiné entre temps, à Schemmstrasse 104 (aujourd'hui Matterhornstrasse 104) à Berlin-Nikolassee,,.